# Serie A1 1978-1979 (pallacanestro maschile)
Il campionato di Serie A1 di pallacanestro maschile 1978-1979 è stato il cinquantasettesimo organizzato in Italia.
La prima fase del campionato prevede un girone all'italiana con partite di andata e ritorno. La vittoria vale 2 punti, la sconfitta 0. Alla seconda fase di play-off accedono le prime 8 classificate. Le prime 6 squadre sono automaticamente qualificate ai quarti di finale, mentre le classificate al 7° ed all'8º posto sfidano in un turno preliminare le prime 2 classificate di Serie A2. Il turno preliminare si svolge in un incontro unico, mentre quarti, semifinali e finale sono al meglio delle 3 partite.
Retrocedono in Serie A2 le ultime 4 squadre classificate.

## Stagione regolare

### Classifica
|  |     | Classifica finale 1978-1979 | Pt | G  | V  | P  | PF   | PS   |
|  | --- | --------------------------- | -- | -- | -- | -- | ---- | ---- |
|  | 1.  | Emerson Varese              | 36 | 26 | 18 | 8  | 2120 | 2031 |
|  | 2.  | Sinudyne Bologna            | 34 | 26 | 17 | 9  | 2221 | 2090 |
|  | 3.  | Gabetti Cantù               | 32 | 26 | 16 | 10 | 2350 | 2259 |
|  | 4.  | Perugina Jeans Roma         | 30 | 26 | 15 | 11 | 2174 | 2112 |
|  | 5.  | Billy Milano                | 30 | 26 | 15 | 11 | 2014 | 1994 |
|  | 6.  | Arrigoni Rieti              | 28 | 26 | 14 | 12 | 2069 | 1986 |
|  | 7.  | Antonini Siena              | 28 | 26 | 14 | 12 | 2011 | 2008 |
|  | 8.  | Xerox Milano                | 26 | 26 | 13 | 13 | 2198 | 2180 |
|  | 9.  | Chinamartini Torino         | 26 | 26 | 13 | 13 | 2186 | 2182 |
|  | 10. | Scavolini Pesaro            | 22 | 26 | 11 | 15 | 2152 | 2242 |
|  | 11. | Canon Venezia               | 22 | 26 | 11 | 15 | 2042 | 2090 |
|  | 12. | Mecap Vigevano              | 20 | 26 | 10 | 16 | 2254 | 2344 |
|  | 13. | Amaro Harrys Bologna        | 16 | 26 | 8  | 18 | 2259 | 2372 |
|  | 14. | Mercury Bologna             | 14 | 26 | 7  | 19 | 2027 | 2187 |

## Play-off

### Turno preliminare
| 11 aprile 1979 | Jollycolombani Forlì | 79 – 82 | Antonini Siena |  |

| 11 aprile 1979 | Xerox Milano | 80 – 79 | Superga Mestre |  |

### Fase finale
|  | Quarti di finale | Quarti di finale    | Quarti di finale    | Quarti di finale | Quarti di finale |  |  | Semifinali | Semifinali       | Semifinali | Semifinali       | Semifinali       |    |     | Finale | Finale       | Finale       | Finale | Finale |  |
|  |                  |                     |                     |                  |                  |  |  |            |                  |            |                  |                  |    |     |        |              |              |        |        |  |
|  | 1                | Emerson Varese      | Emerson Varese      | 98               | 96               |  |  |            |                  |            |                  |                  |    |     |        |              |              |        |        |  |
|  | 8                | Xerox Milano        | Xerox Milano        | 90               | 82               |  |  | 1          | Emerson Varese   | 76         | 77               | 84               |    |     |        |              |              |        |        |  |
|  | 4                | Perugina Jeans Roma | Perugina Jeans Roma | 92               | 74               |  |  | 5          | Billy Milano     | 86         | 73               | 87               |    |     |        |              |              |        |        |  |
|  | 5                | Billy Milano        | Billy Milano        | 94               | 81               |  |  |            |                  |            |                  |                  |    |     | 5      | Billy Milano | Billy Milano | 81     | 92     |  |
|  | 3                | Gabetti Cantù       | Gabetti Cantù       | 91               | 109              |  |  |            |                  | 2          | Sinudyne Bologna | Sinudyne Bologna | 94 | 113 |        |              |              |        |        |  |
|  | 6                | Arrigoni Rieti      | Arrigoni Rieti      | 101              | 111              |  |  | 6          | Arrigoni Rieti   | 68         | 85               | 84               |    |     |        |              |              |        |        |  |
|  | 7                | Antonini Siena      | 77                  | 80               | 72               |  |  | 2          | Sinudyne Bologna | 86         | 74               | 106              |    |     |        |              |              |        |        |  |
|  | 2                | Sinudyne Bologna    | 101                 | 69               | 87               |  |  |            |                  |            |                  |                  |    |     |        |              |              |        |        |  |

## Spareggio salvezza
| Bologna 21 aprile 1979 | Scavolini Pesaro | 86 – 71 | Canon Venezia |  |

## Verdetti
- Campione d'Italia:  Sinudyne Bologna

Formazione: Krešimir Ćosić, Owen Wells, Gianni Bertolotti, Carlo Caglieris, Pietro Generali, Alessandro Goti, Ugo Govoni, Piero Valenti, Renato Villalta, Mario Martini, Massimo Marchetti. Allenatore: Terry Driscoll.
- Retrocessioni in Serie A2: Canon Venezia, Mecap Vigevano, Amaro Harrys Bologna, Mercury Bologna.